# La finestra di fronte
La finestra di fronte és una pel·lícula italiana del 2003 dirigida per Ferzan Özpetek, qui també fou el guionista.

## Argument
La Giovanna (Giovanna Mezzogiorno) i el seu marit Filippo (Filippo Nigro) duen una vida rutinària i infeliç. Ella treballa com a comptable i ell ha de treballar de nit. Discuteixen constantment i la seva relació sembla continuar endavant només pels fills.
Un dia, de camí cap a casa, es topen amb un ancià, en Davide (Massimo Girotti), que sembla estar desorientat i amnèsic. Malgrat les protestes de la Giovanna, en Filippo insisteix a portar-lo a casa per acompanyar-lo a la policia l'endemà. Però el que al principi seria una nit comença a convertir-se en dies, durant els quals l'home sembla recordar alguna cosa del seu passat que el tortura. La Giovanna passa cada cop més temps amb ell i li descobreix, entre altres coses, un número tatuat a l'avantbraç (que indica el seu camp per un camp de concentració) i un nom important en el seu passat, Simone, el de l'home que estimà.
En Lorenzo (Raoul Bova), viu a l'altra banda del carrer i el seu apartament queda davant del de la Giovanna. Tots dos semblen sentir-se atrets l'un per l'altre, i això farà que la Giovanna hagi de prendre una decisió important a la seva vida.

## Repartiment
- Giovanna Mezzogiorno: Giovanna
- Raoul Bova: Lorenzo
- Massimo Girotti: Davide Veroli
- Filippo Nigro: Filippo
- Serra Yilmaz: Eminè
- Maria Grazia Bon: Sara
- Massimo Poggio: Davide, de jove
- Ivan Bacchi: Simone
- Olimpia Carlisi: la comerciant
- Elisabeth Kaza: la patrona del magatzem